# ليندنبرغ إم آلغوي
ليندنبرغ ايم آلغاو (بالألمانية: Lindenberg im Allgäu) هي بلدة ألمانية تقع في ألمانيا في لينداو.[بحاجة لمصدر] يقدر عدد سكانها بـ 11,434 نسمة .

## المدن التوأمة
مدن فالاوريس و سالين (ميشيغان) هي مدن توأمة لـليندنبرغ ايم آلغاو.

## أعلام
- أليساندرو ريدل
- فيليب شميد
- ستيفان هوبر
- جوهانس ميلر